# Парк-Гіллс (Кентуккі)
Парк-Гіллс (англ. Park Hills) — місто (англ. city) в США, в окрузі Кентон штату Кентуккі. Населення — 3162 особи (2020).

## Географія
Парк-Гіллс розташований за координатами 39°4′2″ пн. ш. 84°31′58″ зх. д. / 39.06722° пн. ш. 84.53278° зх. д. (39.067114, -84.532685).  За даними Бюро перепису населення США в 2010 році місто мало площу 2,09 км², з яких 2,08 км² — суходіл та 0,01 км² — водойми.

## Демографія
Згідно з переписом 2010 року, у місті мешкало 2970 осіб у 1317 домогосподарствах у складі 739 родин. Густота населення становила 1422 особи/км².  Було 1470 помешкань (704/км²).
Расовий склад населення:
| - 91,3 % — білих - 3,5 % — чорних або афроамериканців - 1,2 % — азіатів - 0,2 % — корінних американців - 1,8 % — осіб інших рас |

До двох чи більше рас належало 2,0 %. Частка іспаномовних становила 2,7 % від усіх жителів.
За віковим діапазоном населення розподілялося таким чином: 21,7 % — особи молодші 18 років, 64,4 % — особи у віці 18—64 років, 13,9 % — особи у віці 65 років та старші. Медіана віку мешканця становила 37,2 року. На 100 осіб жіночої статі у місті припадало 94,4 чоловіків;  на 100 жінок у віці від 18 років та старших — 89,1 чоловіків також старших 18 років.
Середній дохід на одне домашнє господарство  становив 69 828 доларів США (медіана — 53 508), а середній дохід на одну сім'ю — 80 881 долар (медіана — 69 943). Медіана доходів становила 50 269 доларів для чоловіків та 44 598 доларів для жінок. За межею бідності перебувало 19,5 % осіб, у тому числі 29,6 % дітей у віці до 18 років та 13,7 % осіб у віці 65 років та старших.
Цивільне працевлаштоване населення становило 1618 осіб. Основні галузі зайнятості: мистецтво, розваги та відпочинок — 18,7 %, освіта, охорона здоров'я та соціальна допомога — 16,9 %, науковці, спеціалісти, менеджери — 15,8 %.